# Mittelstraße 2 (Nauheim)

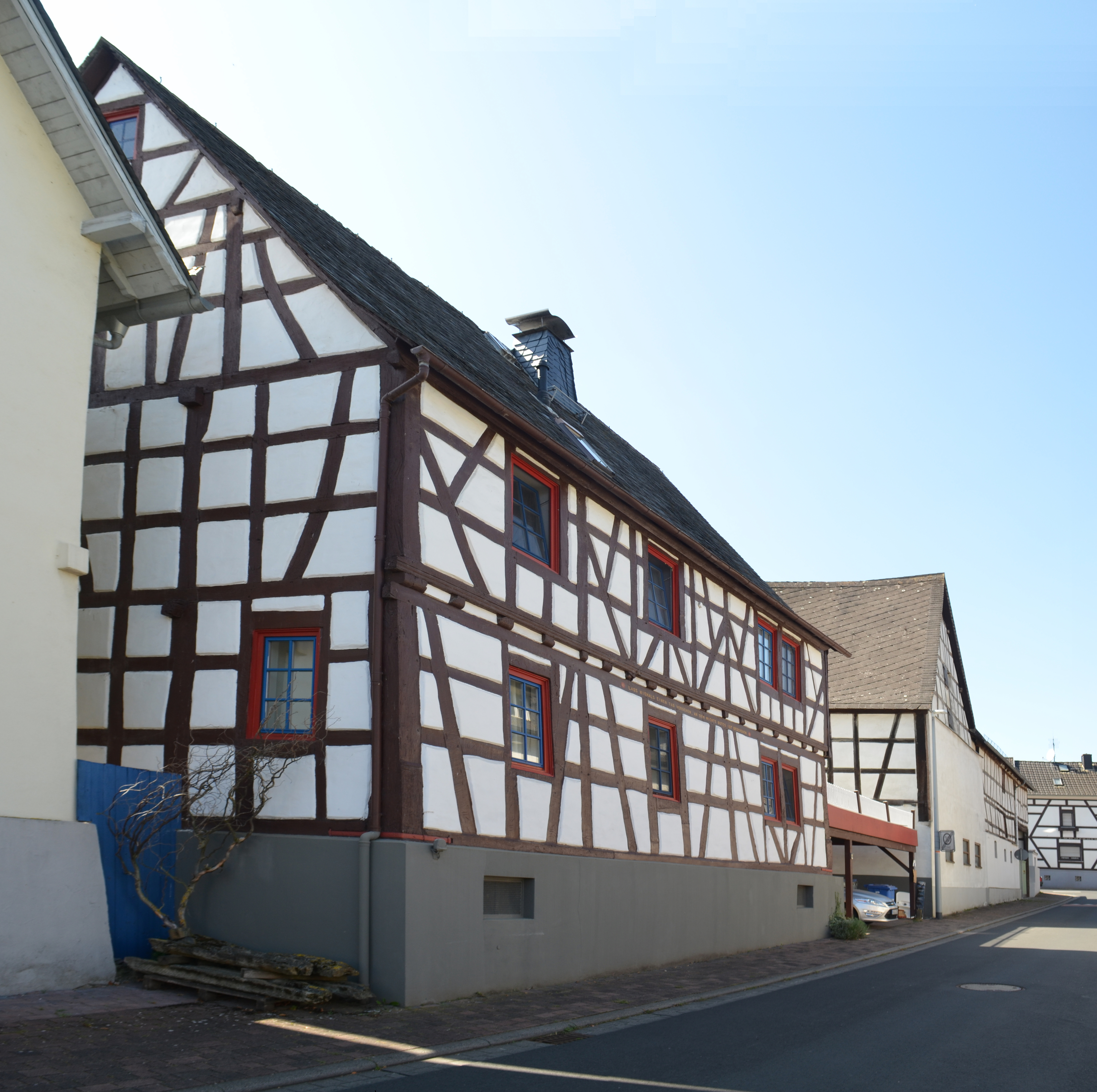
Fachwerkhaus Mittelstraße 2 in Nauheim

Das Gebäude Mittelstraße 2 in Nauheim, einem Ortsteil der Gemeinde Hünfelden im mittelhessischen Landkreis Limburg-Weilburg, wurde in der zweiten Hälfte des 18. Jahrhunderts errichtet. Das zweigeschossige Wohnhaus ist ein geschütztes Kulturdenkmal.
Das spätbarocke Fachwerkhaus hat ein klar gegliedertes Fachwerk mit vereinfachten Mannformen und ein umlaufendes, karniesähnliches Schwellprofil. Die Fenster an der Traufseite wurden vergrößert, aber in der alten Anordnung belassen. 